# Castelo Airthrey

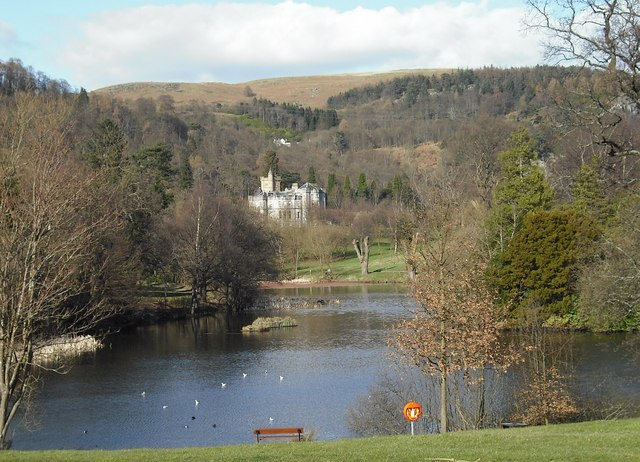
Castelo Strathaven, Escócia

O Castelo Airthrey (em inglês:  Airthrey Castle) é um castelo do século XVIII localizado em Logie, Stirling, Escócia.
Atualmente faz parte do campus de Universidade de Stirling, que foi fundada em 1966 e passado para propriedade da mesma em 1969. É usado para escritórios e local de formação até aos dias de hoje.

## História
Construído pelo arquiteto Robert Adam em 1790-91, com substanciais remodelações realizadas por David Thomson, em 1890-91.
Em meados do século XX tornou-se numa maternidade, tendo a última fase de ampliações ocorrido com a venda de 98 acres de terra em 1952 e com a construção de um bloco para enfermagem.
Encontra-se classificado na categoria "B" do "listed building" desde 5 de setembro de 1973.